# Zsidilovo
Zsidilovo (macedónul: Жидилово) település Észak-Macedóniában, a Északkeleti körzetben, Kriva Palanka községben.

## Népesség
| Lakosok száma | 761  | 803  | 723  | 603  | 408  | 292  | 300  | 302  | 239  |
|               | 1948 | 1953 | 1961 | 1971 | 1981 | 1991 | 1994 | 2002 | 2021 |

- 2002-ben 302 lakosa volt, akik közül 299 macedón és 3 egyéb.